# Taeniotes naevius
Taeniotes naevius es una especie de escarabajo longicornio del género Taeniotes, tribu Monochamini, subfamilia Lamiinae. Fue descrita científicamente por Bates en 1872.
El período de vuelo ocurre en los meses de enero, marzo, noviembre y diciembre.

## Descripción
Mide 17-27 milímetros de longitud.

## Distribución
Se distribuye por Colombia, Ecuador, Nicaragua y Perú.